# Kommunerne i vore Dage
Kommunerne i vore Dage er en dansk dokumentarfilm fra 1943, der er instrueret af Ole Palsbo efter manuskript af Aksel Dahlerup.

## Handling
Denne artikel mangler et handlingsreferat. Hjælp os med at skrive det.